# Bröms Gyllenmärs
Bröms Gyllenmärs, troligen död 1679 på Borrarp i Dalstorps socken, var en svensk militär och lyriker.

## Biografi
Bröms Gyllenmärs var son till Olof Andersson Gyllenmärs till Borrarp och Kerstin Larsdotter Bröms. Han deltog i trettioåriga kriget som fänrik vid Västgöta ryttare åtminstone 1630–1633 men var 1635 inte längre i krigstjänst. Han ägde gårdarna Borrarp, Karsbo och Ekered i Dalstorps socken och Lagmanshaga i Ljungsarps socken. Bröms Gyllenmärs deltog vid riksdagarna 1632, 1640, 1642, 1644, 1657 och 1660 samt vid provinsmötet i Skara 1657. I övrigt är ganska lite känt om honom.
Han är främst känd genom sin visbok, som med sina 105 bevarade visor är den mest omfångsrika av 1500- och 1600-talets adelsvisböcker. Av registret framgår att den ursprungligen innehöll 109 visor. Visboken hamnade efter Gyllenmärs död i bröderna Petter och Nils Salans ägo och omtalas redan 1705 i ett register över samlingar över äldre visböcker. Erik Benzelius den yngre inköpte den efter Nils Salans död till Uppsala universitetsbibliotek. Det var dock först i början av 1800-talet som innehållet uppmärksammades och flera av 1800-talets samlingar av gamla folkvisor hämtade sitt material från denna visbok.

### Familj
Gyllenmärs var gift med Maria Lillie af Aspenäs. Hon var dotter till överstelöjtnanten Peder Lillie af Aspenäs och Maria Amia von Lepel. De fick tillsammans dottern Agneta Gyllenmärs som var gift med häradshövdingen Johan Hand och assessorn Arvid Lilliesparre af Fylleskog.